# Olympus Rally

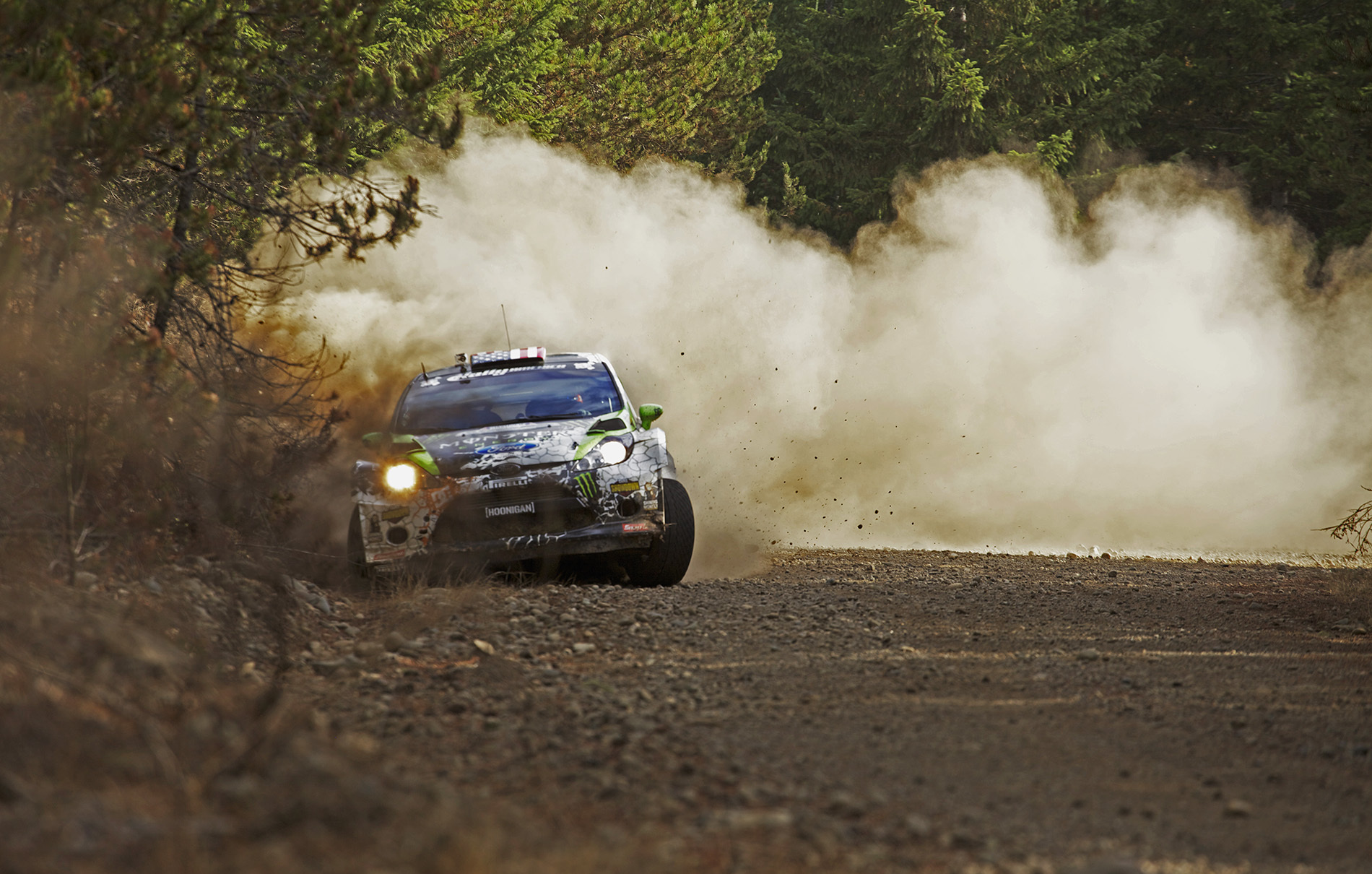
Il vincitore dell'edizione del 2012 Ken Block

L'Olympus Rally è stato un rally valido come prova del Campionato del mondo rally dall'edizione 1986 all'edizione 1988.

## Rally degli Stati Uniti
A tutto il campionato del mondo rally 2024, il Rally degli Stati Uniti si è disputato solamente in cinque occasioni, negli anni 1973 e 1974 è stato il Rally Press-on-Regardless, mentre nel triennio 1986-1988 l'Olympus Rally.

## Albo d'oro
| Anno | Denominazione                              | Pilota          | Copilota                | Auto                      | Validità                      |
| ---- | ------------------------------------------ | --------------- | ----------------------- | ------------------------- | ----------------------------- |
| 1973 | 1° Standard Service Tire Co. Olympus Rally | Gene Henderson  | Ken Pogue               | Jeep Wagoneer             | Campionato statunitense rally |
| 1974 | 2° Olympus Rally                           | Gene Henderson  | Ken Pogue               | Jeep Wagoneer             | Campionato statunitense rally |
| 1975 | 3° Lancia - Wonder Muffler Olympus Rally   | John Buffum     | Vicki                   | Ford Escort RS 1600       | Campionato statunitense rally |
| 1976 | 4° Pirelli Olympus Rally                   | John Buffum     | Vicki                   | Porsche 911 Carrera RS    | NARRA                         |
| 1977 | 5° Pirelli Olympus Rally                   | Ron Richardson  | Ray Hocker              | Plymouth Arrow            | NARRA                         |
| 1978 | 6° Olympus Rally                           | John Buffum     | Doug E. Shepherd        | Triumph TR7               | NARRA                         |
| 1979 | 7° Olympus Rally                           | Hendrik Blok    | Damon Trimble           | Plymouth Arrow            | NARRA                         |
| 1980 | 8° Olympus Safari Pro Rally                | Rod Millen      | David Weiman            | Mazda RX-7                | Campionato statunitense rally |
| 1981 | 9° Olympus Pro Rally                       | Rod Millen      | Robert Dale Kraushaar   | Mazda RX-7                | Campionato statunitense rally |
| 1982 | 10° Olympus Pro Rally                      | John Buffum     | Doug E. Shepherd        | Audi Quattro              | Campionato statunitense rally |
| 1983 | 11° Olympus Pro Rally                      | Rod Millen      | Robert Dale Kraushaar   | Mazda RX-7                | Campionato statunitense rally |
| 1984 | 12° Olympus International Rally            | Rod Millen      | Robert Dale Kraushaar   | Mazda RX-7                | Campionato statunitense rally |
| 1985 | 13° Toyota Olympus Rally                   | Hannu Mikkola   | Arne Hertz              | Audi Sport quattro        | Campionato statunitense rally |
| 1986 | 14° Toyota Olympus Rally                   | Markku Alén     | Ilkka Kivimäki          | Lancia Delta S4           | WRC                           |
| 1987 | 15° Toyota Olympus Rally                   | Juha Kankkunen  | Juha Piironen           | Lancia Delta HF 4WD       | WRC                           |
| 1988 | 16° Olympus Rally                          | Miki Biasion    | Tiziano Siviero         | Lancia Delta Integrale    | WRC                           |
| 2006 | 17° Olympus International Rally            | Wyeth Gubelmann | Cynthia Krolikowski     | Subaru Impreza WRX        | USRC                          |
| 2007 | 18° Olympus Rally                          | Ramana Lagemann | Mark Williams           | Mitsubishi Lancer Evo VII | Campionato statunitense rally |
| 2008 | 19° Olympus Rally                          | Ken Block       | Alessandro Gelsomino    | Subaru Impreza STi N12    | Campionato statunitense rally |
| 2009 | 20° Olympus Rally                          | Travis Pastrana | Björn Christian Edström | Subaru Impreza STi N14    | Campionato statunitense rally |
| 2010 | 21° Olympus Rally                          | Travis Pastrana | Björn Christian Edström | Subaru Impreza STi N14    | Campionato statunitense rally |
| 2011 | 22° Olympus Rally                          | David Higgins   | Craig Drew              | Subaru Impreza STi N14    | Campionato statunitense rally |
| 2012 | 23° Olympus Rally                          | Ken Block       | Alessandro Gelsomino    | Ford Fiesta RS Open       | Campionato statunitense rally |
| 2014 | 24° Olympus Rally                          | Hardy Schmidtke | Chris Kremer            | Mitsubishi Lancer Evo IX  | Pacific Rally Cup             |
| 2015 | 25° Olympus Rally                          | David Higgins   | Craig Drew              | Subaru WRX STI            | Campionato statunitense rally |
| 2016 | 26° Olympus Rally                          | David Higgins   | Craig Drew              | Subaru WRX STI            | North American RC             |
| 2017 | 27° Olympus Rally                          | David Higgins   | Craig Drew              | Subaru WRX STI            | North American RC             |
| 2018 | 28° Olympus Rally                          | Patrik Sandell  | Per Almkvist            | Subaru WRX STI            | North American RC             |
| 2019 | 29° DirtFish Olympus Rally                 | Oliver Solberg  | Denis Giraudet          | Subaru WRX STI            | North American RC             |
| 2020 | 30° Olympus Rally                          | Barry McKenna   | Leon Jordan             | Škoda Fabia R5            | North American RC             |
| 2021 | 31° Olympus Rally                          | Travis Pastrana | Rhianon Gelsomino       | Subaru WRX STI            | Campionato statunitense rally |
| 2022 | 32° Olympus Rally                          | Brandon Semenuk | Keaton Williams         | Subaru WRX STI            | Campionato nordamericano      |
| 2023 | 33° Olympus Rally                          | Brandon Semenuk | Keaton Williams         | Subaru WRX STI            | Campionato nordamericano      |
| 2024 | 34° Olympus Rally                          | Brandon Semenuk | Keaton Williams         | Subaru WRX (VB)           | Campionato nordamericano      |
| 2025 | 35° Olympus Rally                          | Brandon Semenuk | Keaton Williams         | Subaru WRX ARA24          | Campionato nordamericano      |